# Tactical Technology Collective
Das Tactical Technology Collective oder kurz Tactical Tech ist eine seit 2003 bestehende internationale Nichtregierungsorganisation in Amsterdam mit dem Ziel Aktivisten digitale Informationen und Hilfsmittel bereitzustellen, Datensicherheit und Bewusstsein sowie Kompetenz für Digitale Medien zu schaffen. 

## Aktivitäten
Tactical Tech stellt in verschiedenen Kampagnen, Webvideos oder Toolkits und Howtos auf Websites zur Verfügung und organisierte mehrfach mehrtägige Tagungen mit Workshops.
10 Tactics
2009 wurde ein 50-minütiger Film „10 Tactics“ produziert, in dem mittels realer Beispiele Strategien und Praxis für organisierten Aktivismus vermittelt werden.
Me and My Shadow
Me and My Shadow ist eine Website, die zu erkennen hilft, welche Möglichkeiten zur individuellen Identifikation und Überwachung Nutzer bei ihrem alltäglichen Gebrauch der verschiedenen Internetdienste hinterlassen. Darüber hinaus werden Werkzeuge zur Rückgewinnung über die Informationelle Selbstbestimmung vorgeschlagen und erklärt, etwa Browser-PlugIns (Do Not Track, NoScript, Ghostery o ä.) oder Programme zur Netzwerküberwachung wie Wireshark oder die Suchmaschine DuckDuckGo
Me and My Shadow wurde 2013 mit einem Bob-Award der Kategorie „Most Creative and Original“ ausgezeichnet.

„Me and My Shadow presents in very playful and visually compelling way a means of allowing online users to see the digital traces that they leave through their online activities – and offers easy solutions to fixing them.“

„Me and My Shadow präsentiert sehr verspielt und in einem visuell unwiderstehlichen Weg die Möglichkeit für Online-Nutzer digitale Spuren, die sie bei ihren Aktivitäten hinterlassen zu sehen – und bietet einfach Lösungen.“

### Workshops, Kongresse und Tagungen
Mehrfach wurden Tagungen oder Kongresse zu Open Source und Aktivismus organisiert:
- 2003: Summer Source Camp in Kroatien
- 2004: Africa Source in Namibia
- 2006: African Source in Uganda
- 2005: Asia Source in Bangalore, Indien
- 2007: Asia Source in Sukabumi, Indonesien
- 2009: Asia Source in Silang, Philippinen

Oder an bestehenden Veranstaltungen und Plattformen Dritter partizipiert:
- International Freedom of Expression Exchange
- Weltsozialforum
- Civicus

### Personalitäten
Das leitende Board besteht aus sieben Personen:
- Ravi Agarwal, Andrew Anderson
- Katarzyna Szymielewicz, Rahul Bhargava
- Andre Wilkens und die Gründungsmitglieder
- Stephanie Hankey und Marek Tuszynski

Insgesamt besteht das angestellte Team aus mehr als ein Dutzend Personen.

### Niederlassungen
Tactical Tech betreibt Büros in Berlin und Bangalore, Indien.

## Finanzierung
Die Finanzierung erfolgt durch Spenden von Privatpersonen oder Organisationen, hauptsächlich sind dies (Stand 2014):
Die Oak Foundation, Hivos, Sida, das Open Society Institute und der Sigrid Rausing Trust, Internews Europe, die Ford Foundation und der American Jewish World Service.